# Municipio de Marion (Dakota del Norte)
El municipio de Marion (en inglés: Marion Township) es un municipio ubicado en el condado de Bowman en el estado estadounidense de Dakota del Norte. En el año 2010 tenía una población de 17 habitantes y una densidad poblacional de 0,21 personas por km².

## Geografía
El municipio de Marion se encuentra ubicado en las coordenadas 46°13′40″N 103°31′32″O / 46.22778, -103.52556. Según la Oficina del Censo de los Estados Unidos, el municipio tiene una superficie total de 79.57 km², de la cual 79,08 km² corresponden a tierra firme y (0,61 %) 0,49 km² es agua.

## Demografía
Según el censo de 2010, había 17 personas residiendo en el municipio de Marion. La densidad de población era de 0,21 hab./km². De los 17 habitantes, el municipio de Marion estaba compuesto por el 100 % blancos. Del total de la población el 0 % eran hispanos o latinos de cualquier raza.